# Diedrich Hahn
Diedrich Johann Bernhard Hahn (* 27. Januar 1884 in Geestemünde; † 17. Mai 1967) war ein deutscher Kaufmann und Reeder.

## Werdegang

### Unternehmer
Diedrich Hahn absolvierte eine kaufmännische Lehre und gründete am 25. März 1908 zusammen mit Heinrich Hussmann die Seefischhandlung Hussmann & Hahn in Cuxhaven – nur wenige Wochen, nachdem im Februar 1908 im neuen Fischereihafen Cuxhaven die erste Fischauktion stattgefunden hatte. Als 1916 Heinrich Hussmann im Ersten Weltkrieg getötet wurde, übernahm Diedrich Hahn die alleinige Führung der Firma. Er baute sie zu einem der bedeutendsten Fischverarbeitungsbetriebe in Deutschland aus.
1925 erweiterte Diedrich Hahn den Betrieb und richtete eine Räucherei sowie eine Produktionsstätte für Marinaden ein. Mit Gründung der hauseigenen Fischdampferreederei 1936 expandierte die Firma zusätzlich nach Bremerhaven, wo sie eine Zweigniederlassung im Fischereihafen unterhielt. 1938 erweiterte er den Betrieb um eine Fischmehlfabrik.
Nach dem Zweiten Weltkrieg bildete 1949 die Herstellung von Seelachs-in-Öl-Produkten die erste Erweiterung der Produktpalette. Als 1954 Hussmann & Hahn die eigene Reederei aufgab, fing sie im gleichen Jahr mit der Produktion von Tiefkühlfisch an und übernahm damit eine Vorreiterrolle bei der Herstellung von Tiefkühlprodukten in Deutschland. Nach dem Tod von Diedrich Hahn im Jahr 1967 übernahm sein 1907 geborener Sohn Kurt Hahn die Leitung der Firma.

### Weitere Tätigkeiten
Die berufsständischen Interessen vertrat er als 1. Vorsitzender der vereinigten Fischgroßhändler Cuxhavens sowie ab 1953 als Präsident der Industrie- und Handelskammer Stade und Vorstandsmitglied der Vereinigung der Niedersächsischen Industrie- und Handelskammern.
Er war Königlich Norwegischer Vizekonsul und Präsident des Vereins für Pferderennen auf dem Duhner Watt.
Über mehrere Jahre war Hahn auch Mitglied im Aufsichtsrat der „Gemeinnützigen Heimgesellschaft G.m.b.H. Cuxhaven“, in deren Verantwortung das Frauenwohnheim im Cuxhavener Elfenweg lag und die von 1926 bis 1975 bestand.

## Ehrungen
- 1953: Verdienstkreuz (Steckkreuz) der Bundesrepublik Deutschland
- 1954: Großes Verdienstkreuz der Bundesrepublik Deutschland